# NGC 4128
NGC 4128 ist eine linsenförmige Galaxie vom Hubble-Typ S0 im Sternbild Drache am Nordsternhimmel. Sie ist schätzungsweise 105 Millionen Lichtjahre von der Milchstraße entfernt. Sie  ist das hellste Mitglied der NGC 4128-Gruppe (LGG 272).
Das Objekt wurde am 6. April 1793 vom britischen Astronomen Wilhelm Herschel entdeckt.

## NGC 4128-Gruppe (LGG 272)
| Galaxie  | Alternativname | Entfernung / Mio. Lj |
| -------- | -------------- | -------------------- |
| NGC 4034 | PGC 37935      | 111                  |
| NGC 4128 | PGC 38555      | 105                  |
| NGC 4120 | PGC 38553      | 106                  |